# Mau5trap
Mau5trap (stilisiert als mau5trap; ausgesprochen „mousetrap“) ist ein unabhängiges kanadisches Plattenlabel, das 2007 von dem erfolgreichen Musikproduzenten Deadmau5 gegründet wurde. Das Label war früher ein Vanity-Label, dass Veröffentlichungen über Labels wie Ultra Records, Virgin Records (EMI Group) und Astralwerks veröffentlichte.

## Geschichte
Mau5trap wurde 2007 vom kanadischen Musikproduzenten Musik Deadmau5 (Joel Zimmerman) gegründet. Die erste Veröffentlichung des Labels war Zimmermans „Faxing Berlin“, das auch von Play Records und Cinnamon Flava veröffentlicht wurde. Der zweite Künstler auf dem Label war der kanadische DJ Glenn Morrison, für den Zimmerman später bekannt gab, ein Ghosttrack mit ihm produziert zu haben. Im Jahr 2008, nachdem mehr Künstler mit mäßigem Erfolg unter Vertrag genommen wurden, ging Mau5trap eine Partnerschaft mit Ultra Records ein und veröffentlichte Zimmermans drittes Studioalbum Random Album Title mit kommerziellem Erfolg.
2010 nahm Mau5trap den amerikanischen Produzenten Skrillex unter Vertrag und veröffentlichte seine zweite EP „ Scary Monsters and Nice Sprites “ in Partnerschaft mit Big Beat Records.
Im Jahr 2012 unterzeichnete Mau5trap die englische Hip-Hop-Gruppe Foreign Beggars und veröffentlichte ihr drittes Studioalbum The Uprising. Der deutsche DJ Moguai veröffentlichte sein zweites Studioalbum Mpire. Das niederländische Trio Noisia veröffentlichte eine Sonderausgabe von Split the Atom und Mau5trap debütierte mit der Compilation-Serie We Are Friends.
Im Jahr 2013, nach Zimmermans Abgang von Ultra Records, beendete Mau5trap ihre Partnerschaft mit dem ehemaligen Partnerlabel. Im Juni 2013 ging Mau5trap kurzzeitig eine Partnerschaft mit Astralwerks, einer Tochtergesellschaft der Universal Music Group, ein.
Im Jahr 2015 wurde Mau5trap ein vollständig unabhängiges Plattenlabel mit Musikrechten und Veröffentlichungen, die von der Kobalt Music Group verwaltet werden.
Im Jahr 2016 wurde Zimmermans achtes Studioalbum, W:/2016ALBUM/, Mau5traps erste vollständig unabhängige Album veröffentlicht. Im Jahr 2017 veröffentlichte Mau5trap auch unabhängig das Debüt-Studioalbum der kanadischen Musikproduzentin Rezz mit dem Titel Mass Manipulation.
Im Jahr 2017 feierte Mau5trap sein zehnjähriges Bestehen und veröffentlichte ein 33-Track-Compilation-Album mit dem Titel Mau5trap Ten Year Anniversary.

## Künstler (unvollständig)
| Künstler           | Land               | Erste Veröffentlichung |
| ------------------ | ------------------ | ---------------------- |
| Attlas             | Kanada             | 2015                   |
| Deadmau5 (Gründer) | Kanada             | 2007                   |
| Glenn Morrison     | Kanada             | 2007                   |
| i_o (verstorben)   | Vereinigte Staaten | 2017                   |
| Imanu              | Niederlande        | 2019                   |
| Kill the Noise     | Vereinigte Staaten | 2017                   |
| Matt Lange         | Vereinigte Staaten | 2015                   |
| Moguai             | Deutschland        | 2010                   |
| Noisia             | Niederlande        | 2012                   |
| Notaker            | Vereinigte Staaten | 2017                   |
| Rezz               | Kanada             | 2016                   |
| Tinlicker          | Niederlande        | 2017                   |
| Tommy Trash        | Australien         | 2012                   |